# Domingos da Guia
Domingos Antônio da Guia (* 19. November 1912 in Rio de Janeiro; † 18. Mai 2000 ebenda) war ein brasilianischer Fußballspieler, der mit der Nationalmannschaft seines Heimatlandes an der Fußballweltmeisterschaft 1938 teilnahm.

## Karriere
Domingos da Guia begann seine Laufbahn bei Bangu AC in Rio de Janeiro, seiner Geburtsstadt. Dort blieb er drei Jahre, ehe er weiter zu Nacional Montevideo nach Uruguay wechselte. Nach nur einem Jahr dort ging es dann weiter zu Vasco da Gama nach Rio de Janeiro, wo er aber wieder nur ein Jahr verweilte, ehe er den Boca Juniors aus Argentiniens Hauptstadt Buenos Aires ging. In La Boca blieb er immerhin zwei Jahre. Dann schloss er sich Flamengo Rio de Janeiro, wo er weitere sechs Jahre seiner Profilaufbahn erlebte. 1943 ging er dann weiter zu Corinthians nach Sao Paulo. 1947 kehrte er zu seinem Heimatverein Bangu AC zurück und beendete 1948 seine fußballerische Laufbahn im Alter von 35 Jahren.
In der brasilianischen Fußballnationalmannschaft kam Domingos da Guia zu 30 Einsätzen zwischen 1931 und 1946. Mit der Selecao nahm er am Weltchampionat 1938 in Frankreich teil. Dort schied Brasilien im Halbfinale gegen den späteren Weltmeister Italien aus, nachdem zuvor Polen (nach Verlängerung) und die Tschechoslowakei (in einem Wiederholungsspiel) besiegt wurden. Domingos absolvierte bei der Weltmeisterschaft alle vier Spiele der brasilianischen Elf. Dabei verursachte er im Halbfinale im Zweikampf mit Silvio Piola leichtfertig den Elfmeter – der dritte Elfmeter, den er während des Turniers verursachte – der zum 2:1-Sieg der Italiener führte. Auf der anderen Seite beklagte sich Domingos da Guia zu Recht, dass er von Beginn an von Piola heftigen Provokationen ausgesetzt war.
Vier Jahre zuvor, bei der Fußball-Weltmeisterschaft 1934 in Italien, war er von Trainer Luís Vinhaes nicht ins Aufgebot beordert worden. Er beendete seine Nationalmannschaftskarriere 1946 nach 30 Spielen, in denen ihm keine Tore gelangen.

## Erfolge
- Copa Río Branco: 1931, 1932
- Primera División Uruguays: 1933
- Primera División Argentiniens: 1935
- Staatsmeisterschaft von Rio de Janeiro: 1939, 1942, 1943
- Copa Roca: 1945